# دندان‌پزشکی زیبایی
دندانپزشکی زیبایی (انگلیسی:Cosmetic dentistry) شاخه‌ای است که به بهبود عملکرد و ظاهر دندان‌های فرد می‌پردازد. دندانپزشکی، آمیزه‌ای از هنر و علم است که باعث ایجاد زیبایی ظاهری (زیبایی‌شناسی)، سلامت دندان‌ها و سایر زمینه‌های مرتبط می‌شود؛ بنابراین در لفظ کلمه، همهٔ دندانپزشکان در تلاشند تا ظاهر افراد را زیبا سازند. در نتیجه لفظ دندانپزشکی زیبایی دیگر کاربرد ندارد زیرا آن‌ها در پی تبلیغ، فروش محصولات و صرفاً فقط زیبایی هستند. انجمن دندانپزشکان آمریکا این رشته را به عنوان رشته‌ای رسمی در زمینهٔ دندانپزشکی نمی‌پذیرد با این حال، بسیاری از دندانپزشکان، به خصوص در آمریکا و غرب، با انتخاب این شاخه، در کارهای تجاری و تبلیغاتی فعالیت می‌کنند. البته دو تخصص وجود دارد که رابطهٔ تنگاتنگی با دندانپزشکی زیبایی دارد و توسط انجمن دندانپزشکان آمریکا(ADA) به رسمیت شناخته شده و آن هم تخصص‌های ارتودنسی و پروتزهای دندانی (Prosthodontists) است که تحصیل در هر کدام از این رشته‌ها نیاز به مدرک دندانپزشکی عمومی دارد و میانگین سه سال طول می‌کشد.

## گزینه‌های شایع بکار گرفته شده در دندانپزشکی زیبایی

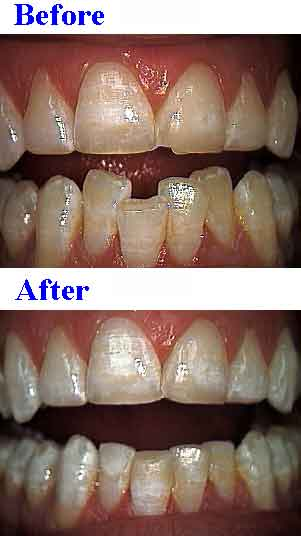
شکل دهی مجدد دندان (مجسمه‌سازی) و ایجاد پیوند در یک نوبت ویزیت

- بلیچینگ یا سفید کردن دندان‌ها یکی از شایع‌ترین روش‌های بکارگرفته شده در دندانپزشکی زیبایی است. با اینکه داروهای سفیدکنندهٔ دندان زیادی را بدون نسخه می‌توان از داروخانه‌ها تهیه کرد، ولی موارد سفیدکننده‌ای که دندانپزشک بکار می‌برد، ماندگاری و سفیدکنندگی بیشتری را برای دندان‌های زرد زنگ به وجود می‌آورد. میزان سفید شدن دندانها در روش بلیچینگ، به جنس دندان و رنگ مینای دندان بیمار بستگی دارد و رنگ دندانها یک تا دو درجه سفیدتر می‌شود.[۶]
- شکل‌دادن به مینای دندان، پستی بلندی‌های آن را از بین می‌برد تا دندان‌ها زیباتر جلوه کنند. از این روش می‌توان برای نواحی کوچک دندان که شکسته شده‌اند، استفاده کرد. برداشت مینای دندان برگشت‌ناپذیر است و گاهی باعث این می‌شود که عاج دندان در معرض خطرات قرار بگیرد. این روش نام‌های دیگری مانند enameloplasty, odontoplasty, recontouring, reshaping, slenderizing و stripping دارد.
- ایجاد طرح، که به آن شکل‌دادن دوبارهٔ دندان نیز می‌گویند، یکی از معدود درمان‌های فوری است که در دندانپزشکی زیبایی بکار می‌رود. ایجاد طرح دندان یا همان شکل‌دادن دوبارهٔ دندان، روشی برای تصحیح دندان‌های [کج و خمیده، دندان‌های شکسته، دندان‌های ترک دار و دندان‌هایی که روی هم درآمده‌اند، است که فقط در یک جلسه تصحیح می‌شود. حتی این روش برای افرادی که ارتودنسی دارند نیز قابل استفاده است و برگشت‌ناپذیر است. چند میلی‌متر از دندان‌های زرد لایه برداری می‌شود. شکل‌دادن مجدد دندان معمولاً برای تغییر دادن طول، شکل و موقعیت دندان بکار می‌رود.
- فیلینگ کامپوزیت، روشی است که در آن یک ترکیب دندانپزشکی مینا مانند، روی سطح دندان گذاشته می‌شود، شکل داده می‌شود و پس از سخت شدن، آن را پولیش می‌کنند. کامپوزیت‌ها روشی جایگزین آمالگام هستند که حداقل از نظر زیبایی و ظاهر شبیه جنس خود دندان هستند. به همین سبب بیشترین نوع استفاده حتی در دندانپزشکی درمانی را دارد.
- مریلند بریج، دندان‌های مصنوعی هستند که میان دو عاج دندان قرار داده می‌شود تا مکان دندانی که خالی است را پر کند. آن دو عاج، دندان مصنوعی را به دو دندان کناری متصل نگه می‌دارد. از این روش برای کسانی که یک یا چند دندانشان را از دست داده‌اند استفاده می‌شود. این نوع دندان مصنوعی مانند سایر دندان‌هایی مصنوعی، قابل برداشتن و گذاشتن نیستند. در نواحی دندان که فشار کمتری را متحمل می‌شوند مانند دندان‌های جلویی، از مریلند بریج استفاده می‌شود. پل‌های پایه دار یا مریلند بریج باعث تصحیح گاز زدن و صحبت کردن می‌شود. افراد دارای این پل‌های دندانی، الزام به رعایت جدی بهداشت دهان و دندان دارند؛ گرچه، این دندان‌ها تا ده سال یا حتی بیشتر دوام می‌آورند.
- لمینیت، لایه‌هایی فرا- نازک هستند که از ترکیبات پرسلن ساخته شده‌اند و به‌طور مستقیم به دندان‌ها چسبانده می‌شوند.

لمینیت، گزینه‌ای برای بستن فضاها یا پنهان کردن دندان‌های زردرنگی که به روش‌های سفیدکنندگی پاسخ مناسب نمی‌دهند. روکش‌های فرا – نازک که ضخامتی در حدود ۰٫۱–۰٫۳mm دارند، بسیار مورد پسند قرار گرفته‌اند.
- بلند کردن لثه، از روش‌های دندانپزشکی زیبایی است که لثه را بلند می‌کند و شکل می‌دهد. در این روش، لایه‌های لثه شکل داده می‌شوند که این عمل باعث می‌شود تا دندان‌ها متقارن و زیبا جلوه کنند. لثه‌های بیش از حد بزرگ در اثر عواملی مانند التهاب لثوی، داروهای خاص و ارتودنسی می‌تواند ایجاد شود.
- استرداد گازگرفتن برای مریض‌هایی بکار می‌رود که دندان‌هایشان ساییده شده (امکان دارد که در اثر رفلاکس‌های اسیدی ایجاد شود)، توسط این روش می‌توانند به دندان‌هایشان دوباره، حجم و بعد ببخشند و لبخندشان را زیباتر ساخت. در این روش، گاهی چین و چروک‌های گوشهٔ لب از بین می‌رود و باعث ایجاد حس جوانی و کاهش نیاز به عمل جراحی پلاستیک می‌شود.
- ارتودنسی، معمولاً برای درمان بهم ریختگی دندان استفاده می‌شود. دندانپزشک زیبایی می‌تواند با کمک ارتودنسی فاصله بین دندان‌ها را از بین ببرد. همچنین می‌تواند دندان‌هایی که روی هم قرار گرفته‌اند را جابه‌جا کند. ارتودنسی جز درمان‌هایی است که نیاز به زمان دارد و نمی‌توانید نتیجه آن را در روز اول مشاهده کنید. ارتودنسی انواع مختلفی دارد و شامل ارتودنسی ثابت و متحرک می‌شود. دندانپزشک با توجه به وضعیت دندان‌های بیمار بهترین روش را پیشنهاد خواهد داد.[۷]

## مواد
درگذشته برای پر کردن دندان از طلا، آمالگام و فلزهای دیگر و گاهی پرسلن استفاده می‌شده. اکنون، پر کردن دندان می‌تواند کاملاً با پرسلن انجام بگیرد که ظاهر دندان را بسیار طبیعی جلوه می‌دهد. این مواد همرنگ با استفاده از مواد چسبنده رزین به ساختار دندان متصل می‌شوند. برخلاف آمالگام، این ماده کاملاً فاقد جیوه است. بسیاری از دندانپزشکان، مواد ترمیمی زیبایی را ارائه می‌دهند زیرا بیشتر مردم خواهان ترمیم دندان بسیار نزدیک به دندان طبیعی هستند. دندانپزشکی زیبایی، شیوه‌های جدید بسیاری را پوشش می‌دهد و مواد جدید دندانپزشکی به‌طور مداوم در حال ورود به این شاخه هستند.

## دورهٔ تخصصی
دندانپزشکان عمومی پس از قبولی در آزمون دستیاری می‌توانند در عرض ۳ سال به‌طور فشرده تخصص ترمیمی و زیبایی بگیرند. این رشته در ایران هر ساله رزیدنت دوره تخصصی دریافت می‌کند و درمان‌های زیبایی به صورت تیمی با مشارکت متخصصان ترمیمی و ارتودنسی و پروتز و لثه و… انجام می‌گردد.
آکادمی دندانپزشکی زیبایی آمریکا (AACD)، بزرگ‌ترین انجمن دندانی دنیاست. اعضای این انجمن شامل دندانپزشکان عمومی، متخصص و تکنسین‌های آزمایشگاه، محقق، دانشجو، بهداشت کار دهان و دندان، شرکت‌های بزرگ ساخت مواد دندانپزشکی است و این افراد روی علم و هنر دندانپزشکی زیبایی متمرکز هستند. افتتاح شده در سال ۱۹۸۴،(AACD) بیش از ۷۰۰۰ عضو در آمریکا و بیش از ۷۰ کشور در سراسر دنیا دارد.
هیئت آمریکایی دندانپزشک زیبایی (ABCD)، آزمایش، تجزیه و تحلیل و ارزیابی از خدمات دندانپزشکان و تکنسین‌های آزمایشگاه به منظور ایجاد اعتبار اعطای AACD در دندانپزشکی زیبایی است. با این حال، این گواهینامه توسط انجمن دندانپزشکی آمریکا مورد تأیید نیست و به رسمیت شناخته نشده.